# 12:e världsjamboreen
Den 12:e världsjamboreen hölls i Farragut State Park i Idaho i USA 1967. På jamboreen deltog 12 000 scouter från 100 länder. På jamboreen fanns en rekonstruktion av Baden-Powells första lägerplats på Brownsea Island.